# Ash Sharyah (huyện)
Huyện Ash Sharyah là một huyện thuộc tỉnh Al Bayda', Yemen. Đến thời điểm năm 2003, huyện này có dân số 33873 người